# رشيد ترنيداد
رشيد ترنيداد (بالهولندية: Rachid Trenidad)‏ هو لاعب كرة قدم هولندي في مركز الدفاع، ولد في 6 يوليو 1994 في بونير في هولندا. لعب مع رابطة أوتريخت الرياضية إلينكويك ‏.